# Libanonská libra
Libanonská libra (arabsky ليرة لبنانية, francouzsky livre libanaise) je zákonným platidlem v Libanonu. Jedna setina libry nese název piastre, ale vzhledem k nízké kupní hodnotě měny se v oběhu žádné mince piastrů nevyskytují. Mezinárodní ISO kód libry je LBP. Název „libra“ (respektive lira) má libanonská měna společný mimo jiné s několika dalšími státy ve východním Středomoří a severní Africe.

## Historie
Před první světovou válkou bylo území moderního Libanonu součástí Osmanské říše a používala se zde lira. Mezi roky 1918 a 1920 se platilo egyptskou librou (navázanou na britskou libru šterlinků). Po ustanovení Francouzského mandátu Sýrie a Libanonu v roce 1920 se začala používat syrská libra (vázaná na francouzský frank až do roku 1941). Libanonská libra se formálně od té syrské oddělila v roce 1937.
V roce 1997 byla libra pevně navázána na americký dolar ve fixním kurzu 1 USD = 1507,5 LBP. V důsledku ekonomických potíží země však tento kurz již není od roku 2020 v praxi uplatňován, libra ztrácí hodnotu. Ke květnu 2021 byl směnný kurz k české koruně přibližně 1000 liber = 14 korun.

## Mince a bankovky
Mince v oběhu mají nominální hodnoty 25, 50, 100 , 250, 500 liber. Všechny mince mají shodnou rubovou stranu, na které je vyobrazen státní znak. Bankovky mají nominální hodnoty 1 000, 5 000, 10 000, 20 000, 50 000 a 100 000 liber.
Při měnové úpravě v dubnu 2025 představila Libanonská centrální banka emisi bankovek o nominálech 500 000 a 1 000 000 liber. Předpokládá se, že nové bankovky budou uvedeny do oběhu během jednoho roku poté, co libanonský prezident podepíše nový zákon a ten bude publikován v úředním věstníku.